# Baie de Nipe
La baie de Nipe (en espagnol : Bahía de Nipe) est une baie de la côte atlantique de Cuba, au sud-est de l'île.

## Géographie
La baie de Nipe, dans la province de Holguín, est la plus grande baie du littoral cubain, mesurant 25,9 km dans sa plus grande longueur et 16,8 km dans sa plus grande largeur. La profondeur du chenal d'accès (l'anse Cristo) est de 71,3 m.[réf. nécessaire]
Autour de la baie se trouvent les localités d'Antilla, Guatemala, Felton et El Ramón.
A l'entrée de la baie, côté sud, s'ouvre la baie de Cajímaya ; elle est fermée au sud par le cayo Saetía (en). De l’autre côté du Cayo Saetia se trouve la baie de Levisa, qui a sa propre ouverture vers la mer (Boca de Tanamo).
Le cayo Saetía (en) est une île de 42 km2, très boisée (65% de sa surface), qui est devenue une destination touristique en raison de ses plages de sable fin et de ses eaux transparentes.[réf. nécessaire]
Au sud de la baie de Levisa se trouvent l'importante mine de nickel et l'usine de nickel de la ville de Nikaro, exploitées par une entreprise américaine jusqu'à la révolution de 1959.[réf. nécessaire]

## Histoire
Christophe Colomb explora cette baie en 1492.
Dans la tradition catholique romaine, la baie de Nipe est le lieu où la statue de Notre-Dame de la Charité, la sainte patronne de Cuba, fut miraculeusement découverte vers 1600.
Pendant la guerre hispano-américaine, la baie de Nipe fut le théâtre d'un bref engagement naval aux conséquences limitées. Le 18 juillet 1898, quatre navires américains, dont deux canonnières, pénétrèrent dans la baie, où elles coulèrent la canonnière espagnole Don Jorge Juan.
Le dirigeant cubain Fidel Castro est né près de la baie de Nipe.
Le 8 août 1961, le Bahía de Nipe, un cargo cubain chargé de 5 000 sacs de sucre destinés à l'Union soviétique, fut détourné par une partie de son équipage vers le port américain de Hampton Roads, en Virginie.